# Wesley Crusher
Wesley Crusher este un personaj fictiv din serialul de televiziune Star Trek: Generația următoare. Interpretat de actorul Wil Wheaton, personajul a apărut periodic în primele patru sezoane. Ulterior, personajul Wesley Crusher a apărut sporadic. A apărut, pentru scurt timp, și în Star Trek: Nemesis. El este fiul lui Beverly Crusher. Tatăl său este Jack Crusher.